# Gymnogryllus
Gymnogryllus is een geslacht van rechtvleugeligen uit de familie krekels (Gryllidae). De wetenschappelijke naam van dit geslacht is voor het eerst geldig gepubliceerd in 1877 door Henri de Saussure.

## Soorten
Het geslacht Gymnogryllus omvat de volgende soorten:
- Gymnogryllus amani Otte, Toms & Cade, 1988
- Gymnogryllus angustus Saussure, 1877
- Gymnogryllus birmanus Chopard, 1928
- Gymnogryllus borneensis Ichikawa, 1996
- Gymnogryllus brachyxiphus Chopard, 1931
- Gymnogryllus brevicauda Chopard, 1937
- Gymnogryllus brevipennis Chopard, 1934
- Gymnogryllus capensis Otte, Toms & Cade, 1988
- Gymnogryllus castaneus Bolívar, 1910
- Gymnogryllus caviceps Karsch, 1893
- Gymnogryllus chabanaudi Chopard, 1925
- Gymnogryllus compactus Walker, 1869
- Gymnogryllus contractus Liu, Yin & Liu, 1995
- Gymnogryllus corroboree Otte & Alexander, 1983
- Gymnogryllus cylindricollis Bolívar, 1910
- Gymnogryllus dinictis Gorochov, 2011
- Gymnogryllus dolichodens Ma & Zhang, 2011
- Gymnogryllus ebneri Chopard, 1927
- Gymnogryllus equinus Gorochov, 2001
- Gymnogryllus extrarius Ma & Zhang, 2011
- Gymnogryllus fascipes Chopard, 1969
- Gymnogryllus joburgensis Otte, Toms & Cade, 1988
- Gymnogryllus kashmirensis Bhowmik, 1967
- Gymnogryllus kuznetzovi Gorochov, 1992
- Gymnogryllus leucostictus Burmeister, 1838
- Gymnogryllus longus Ma & Zhang, 2011
- Gymnogryllus machairodus Gorochov, 1996
- Gymnogryllus malayanus Desutter-Grandcolas, 1996
- Gymnogryllus manokwari Gorochov, 2011
- Gymnogryllus novaeguineae Chopard, 1937
- Gymnogryllus obscurus Gorochov, 2011
- Gymnogryllus odonopetalus Xie & Zheng, 2003
- Gymnogryllus pravdini Gorochov, 1990
- Gymnogryllus pulvillatus Saussure, 1877
- Gymnogryllus smilodon Gorochov, 1996
- Gymnogryllus striatus Ma & Zhang, 2011
- Gymnogryllus sylvestris Gorochov, 2011
- Gymnogryllus tumidulus Ma & Zhang, 2011
- Gymnogryllus unexpectus Gorochov & Kostia, 1999
- Gymnogryllus vicinus Chopard, 1955
- Gymnogryllus vietnamensis Gorochov, 1992
- Gymnogryllus yunnanensis Ma & Zhang, 2011